# Ботіївський район

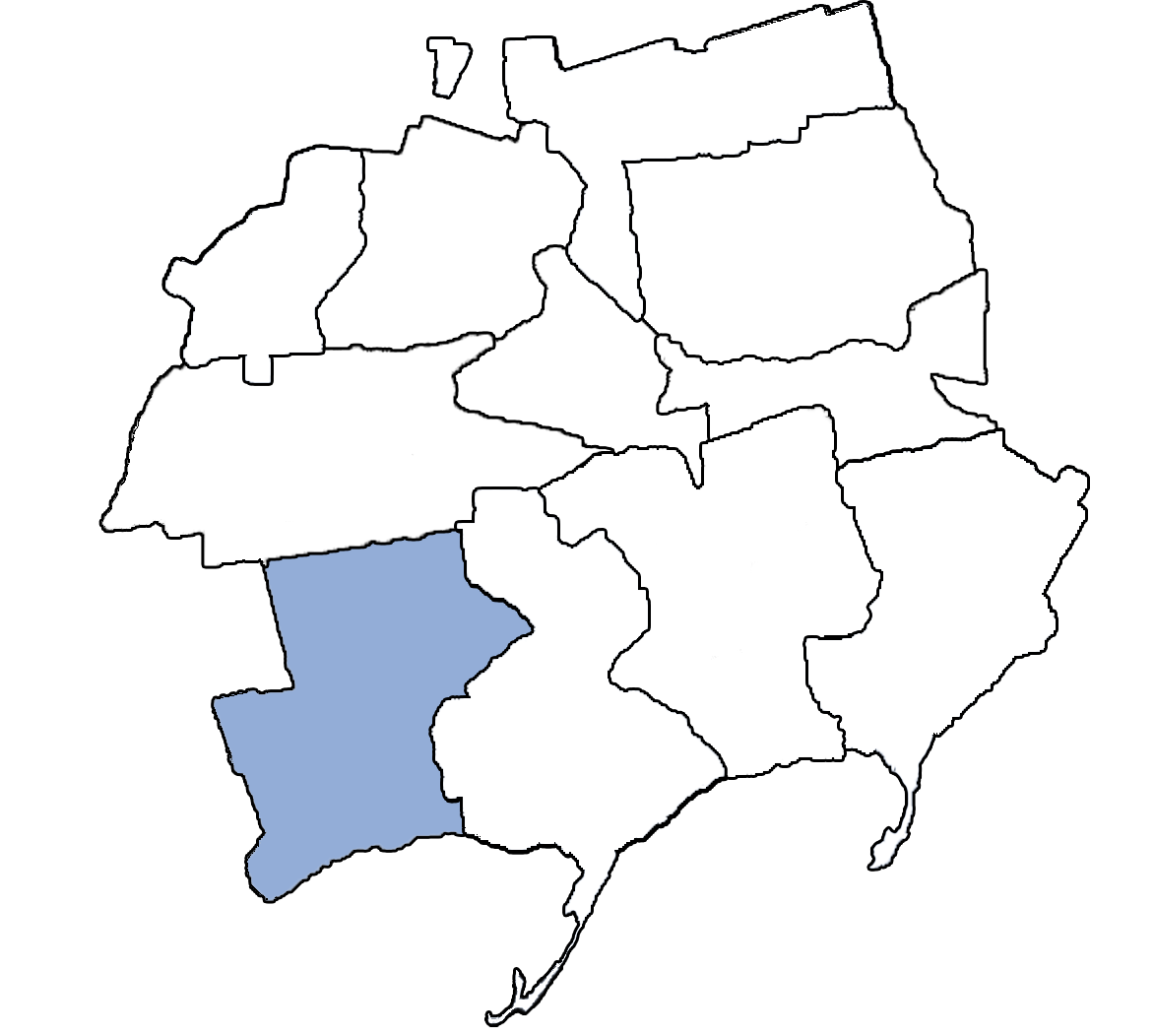
Розташування району в Бердянській окрузі.

Ботіївський район (до 1927 року — Цареводарівський район; рос. Ботиевский район) — район УРСР, що існував у 1923 — 1930 роках. Центр — село Ботієве (до 1927 року — Цареводарівка).
Створений 1923 року як Цареводарівський район у складі Бердянської округи Катеринославської губернії.
3 червня 1925 року при розформуванні Бердянської округи Цареводарівський район перейшов до складу Мелітопольської округи, при цьому частина району ввійшла до новоствореного Романовського району.
31 березня 1926 року Цареводарівський район перетворений на болгарський національний район, при цьому були змінені межі району.
23 листопада 1927 року район перейменований на Ботіївський з перейменуванням райцентру.
2 вересня 1930 року район ліквідований з приєднанням його території до Коларівського району.